# Halmaj
Halmaj es un pueblo ubicado en el distrito de Szikszó, en el condado de Borsod-Abaúj-Zemplén, Hungría.

## Superficie
Posee una superficie de 12,59 kilómetros cuadrados.

## Demografía
Hasta 2019 la población era de 1789 habitantes, con una densidad de población de 142,1 habitantes por kilómetro cuadrado.